# Bannoni
Le bannoni (ou banoni ou tsunari) est une des langues de Nouvelle-Irlande parlée par un millier de locuteurs (Lincoln, 1977), dans la province de Bougainville, baie de l'Impératrice Augusta, entre les rivières Aruma et Puriata.